# الشامي

تعديل مصدري - تعديل

الشامي هي إحدى قرى عزلة جعار بمديرية خنفر التابعة لمحافظة أبين، بلغ تعداد سكانها 205 نسمة حسب تعداد اليمن لعام 2004.